# 영동출장소
영동출장소(永東出張所)는 옛 1973년 7월 1일 방배동을 제외한 신동출장소 지역을 성동구에 편입하면서 설치된 출장소이다.  현재의 서울특별시 서초구(방배동 제외)·강남구와 송파구 잠실·신천동을 관할하고 있었다.

## 연혁
- 1973년 7월 1일 : 영등포구 신동출장소(방배동 제외) 지역을 성동구에 편입되면서,[1] 신동·언주 출장소와 송파출장소의 탄천 이서 지역 (옛 대왕면 지역), 잠실·신천동을 통합해 영동출장소를 설치하였다.[2]
- 1975년 10월 1일 : 성동구의 강남 지역이 강남구로 분구되면서[3] 영동출장소가 폐지되었다. 기존 영동출장소 관할 지역 대부분은 강남구 본청 관할로 두고 잠실·신천동은 천호출장소 관할에 두었다.

## 같이 보기
- 언주면
- 신동면 (시흥군)
- 강남구
- 서초구